# Allassac

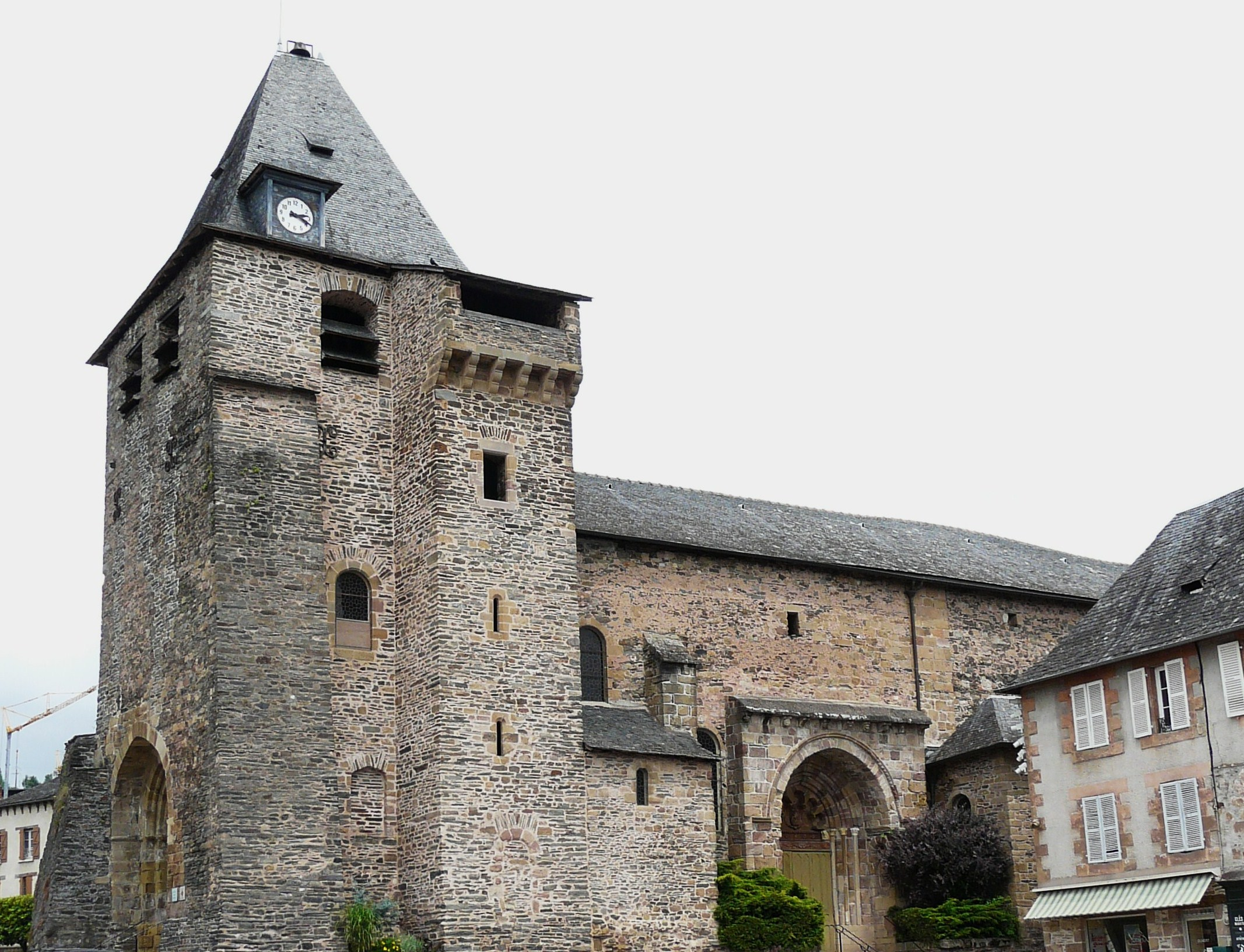
Kościół św. Jana Chrzciciela (2008)

Allassac – miejscowość i gmina we Francji, w regionie Nowa Akwitania, w departamencie Corrèze.
Według danych na rok 1990 gminę zamieszkiwało 3379 osób, a gęstość zaludnienia wynosiła 87 osób/km² (wśród 747 gmin Limousin Allassac plasuje się na 27. miejscu pod względem liczby ludności, natomiast pod względem powierzchni na miejscu 86.).

## Populacja

Populacja Allassac w latach 1962–2008